# نصف تفاعل

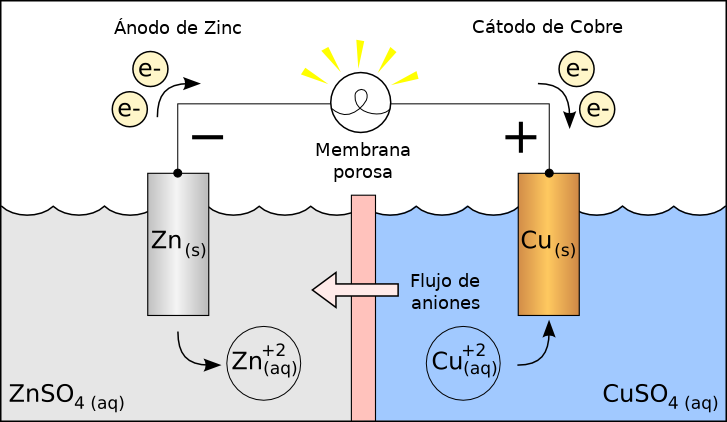
تفاعل الاكسدة و الاختزال

نصف تفاعل في الكيمياء الكهربية في تفاعل أكسدة-اختزال يكون إما تفاعل أكسدة أو تفاعل اختزال . وينظر إلى نصف التفاعل على أنه تغير في حالة تأكسد مادة معينة مشتركة في تفاعل أكسدة-اختزال.

## مثــال
نعتبر التفاعل الآتي:
Cl2 + 2Fe2+ → 2Cl− + 2Fe3+
يشترك في هذا التفاعل عنصرين : الحديد والكلور ، وكل منهما تتغير حالة أكسدته . يتغير الحديد من
2+ إلى 3+ وتتغير حالة أكسدة الكلور من 0 إلى 1−.
وبالتالي يتكون التفاعل من نصفي تفاعل . ويمكن وصفهما بمعادلتين تأخذ كل منهما عدد الإلكترونات في حسابها:
Fe2+ → Fe3+ + e−
Cl2 + 2e− → 2Cl−
بنفس الطريقة يمكن عن طريق معرفة نصفي تفاعل و جهدي القطبين التوصل إلى التفاعل الكامل.

## اقرأ أيضا
- خلية جلفانية
- قطب قياسي للهيدروجين
- جهد قياسي
- كيمياء كهربية
- تفاعل ناشر للحرارة
- تفاعل يمتص الحرارة
- تفاعل كيميائي
- اختزال
- تفاعلات أكسدة-اختزال